# Unidad Habitacional Tonatlán
Unidad Habitacional Tonatlán är en ort i Mexiko.   Den ligger i kommunen Tonalá och delstaten Chiapas, i den sydöstra delen av landet, 700 km sydost om huvudstaden Mexico City. Unidad Habitacional Tonatlán ligger 35 meter över havet och antalet invånare är 279.
Terrängen runt Unidad Habitacional Tonatlán är platt åt sydväst, men åt nordost är den kuperad. Runt Unidad Habitacional Tonatlán är det ganska glesbefolkat, med 50 invånare per kvadratkilometer. Närmaste större samhälle är Tonalá, 2,5 km öster om Unidad Habitacional Tonatlán. Omgivningarna runt Unidad Habitacional Tonatlán är en mosaik av jordbruksmark och naturlig växtlighet.